# 非正式時光
《非正式時光》是南瓜以四格漫畫形式創作的日本漫畫作品。發表於2015年8月27日創刊的《COMIC CUNE》雜誌。ComicWalker網站也發表該漫畫。於2016年11月2日發售廣播剧CD。第1本單行本於2016年9月26日發售。該漫畫作品讲述的是化身为人类生活着的未确认生物UMA们以学校新闻部为秘密基地过着吵吵闹闹的日子。

## 登場角色
配音：高森奈津美
真面目為卓柏卡布拉。
尾根壽壽子　配音：稻川英里
真面目為尼斯湖水怪。
胡堂千歲
湯澤夢實　配音：本多真梨子

真面目為大腳怪。夢實的女僕。
（配音：松嵜麗）
井上月下　配音：五十嵐裕美
室町紗白　配音：大空直美

## 外部連結
- 非正式時光 （页面存档备份，存于）於COMIC CUNE網站的內容（日語）
- 非正式時光 （页面存档备份，存于）於ComicWalker網站的內容（日語）